# Fliegende Fetzen
Fliegende Fetzen (Originaltitel: Jingo) ist der einundzwanzigste Scheibenwelt-Roman von Terry Pratchett aus dem Jahr 1997. In deutscher Sprache erschien er 1999 im Goldmann Verlag (ISBN 3-442-41625-6). Handlungsorte sind Ankh-Morpork und Klatsch. Fliegende Fetzen gehört zu den Stadtwachen-Geschichten, weshalb Kommandeur Mumm und die restliche Wachenbesatzung die prominenten Rollen beim Verhindern eines Krieges spielen. Das Auftauchen einer versunkenen Insel zwischen den rivalisierenden Nationen Morpork und Klatsch setzt diese Geschichte über Krieg und Kriegshetzer, Lawrence von Arabien und Wüstenvölker in Gang.

## Handlung
Genau zwischen dem Wüstenstaat Klatsch und dem Stadtstaat Ankh-Morpork taucht im Runden Meer eine Insel auf. Schon die Entdecker, zwei Fischer aus Ankh-Morpork und Klatsch, haben sich binnen kürzester Zeit in der Wolle. Bald wird klar, dass diese Insel nicht zum ersten Mal auftaucht und dass sie in der Vergangenheit „Leshp“ getauft wurde.
Die expansive Staatspolitik von Klatsch gepaart mit dem tief sitzenden Chauvinismus gewisser Kreise in Ankh-Morpork lassen die Stimmung schnell hoch kochen. Das Attentat auf den Bruder des regierenden klatschianischen Prinzen bringt das Fass zum Überlaufen. Der Krieg wird erklärt und damit übernimmt der Militärrat unter Lord Rust das Kommando. Wichtige Mitglieder der Wache geben ihre Dienstmarken ab, der Patrizier taucht im wahrsten Sinne des Wortes ab und untersucht mit einem U-Boot, das Leonard von Quirm entwickelt hat, die Ursachen für das Inselphänomen.
Kommandeur Mumm, den die ganze Entwicklung sichtlich nervt, stellt als Ritter ebenfalls ein Regiment zusammen, das wie zufällig aus den ehemaligen Angehörigen der Stadtwache besteht. Seine Jagd auf den mutmaßlichen Attentäter führt ihn und seine Truppe unvermittelt nach Klatsch, wo er als Spitze der Invasionsarmee angesehen wird. Mit Hilfe von 71-Stunden-Ahmed, dem persönlichen Polizisten des Prinzen, verhaftet Mumm letztlich beide kriegführenden Heere bzw. ihre Oberbefehlshaber. In diesem kritischen Moment taucht der Patrizier wieder auf und erklärt die bedingungslose Kapitulation der morporkianischen Streitkräfte. Binnen vier Tagen soll diese Vereinbarung auf der Insel Leshp ratifiziert werden. Die Klatschianer willigen ein, aber Lord Rust klagt Vetinari nach der Rückkehr deshalb wegen Hochverrats an und Mumm sieht sich gezwungen, ihm Handschellen anzulegen. Am Tag der Verhandlung ist die Insel Leshp allerdings wieder im Meer versunken. Kein Zankapfel, keine Kapitulation, kein Hochverrat, alle Verspanntheit löst sich in Wohlgefallen auf. Der klatschianische Prinz jedoch wird von den Klatschianern verjagt und durch seinen Bruder ersetzt.

## Sonstiges
Tatsächlich gab es in der Realität ein ähnliches Inselphänomen. Im Jahr 1831 erschien vor Sizilien die Insel Ferdinandea und wurde zum Streitpunkt mehrerer Staaten. Nach einiger Zeit verschwand auch sie wieder im Meer.